# Bucare
Bucare ou érythrine bucare sont des noms vernaculaires de plantes à fleurs ambigus. Ils peuvent faire référence à :
- Erythrina crista-galli,
- Erythrina fusca,
- Erythrina poeppigiana.